# Aghmat
Aghmat o Ghmate (àrab: أغمات, Aḡmāt; amazic: ⵖⵎⴰⵜ) és una petita vila del sud del Marroc, comuna rural de la província d'Al Haouz, a la regió de Marràqueix-Safi. Segons el cens de 2014 tenia una població total de 25.220 persones. Es troba a uns 40 km al sud de Marràqueix, a la riba del wadi Urika o wadi Aghmat. Al segle xi la formaven dos nuclis separats, Aghmat an-Waylan, ‘Aghmat (de la tribu amaziga) dels Aylan', i Aghmat Urika, ‘Aghmat (de la tribu) dels Urika’, situades a uns 3 km l'una de l'altra.

## Història
Es creu que fou conquerida amb tot el Sus per Mussa ibn Nussayr a l'entorn del 700. A la mort d'Idrís II el 828, els dominis idríssides es van repartir i Aghmat i el Sus van passar al fill Abd-Al·lah ibn Idrís. Fou un centre cultural amb refugiats de Qúrtuba i Kairuan.
Un grup maghrawa es va establir a Aghmat en data desconeguda, durant el govern de Ziri ibn Atiyya a Fes (vers 989-997) i van fundar l'emirat maghrawa d'Aghmat. La història i fins i tot els noms dels seus prínceps no han quedar registrats però es dona a entendre que eren membres de la família dels Banu Khazar. Només es coneix amb seguretat el darrer emir, Lakut ibn Yússuf ibn Alí (el nom apareix també com Lakkut i Laghut), casat amb Zaynab bint Ishaq al-Nafzawiyya, dama molt maca i rica, filla d'un exiliat de Kairuan; Aghmat fou conquerida pels almoràvits el 27 de juny del 1058 i l'emir Lakut fou mort pels almoràvits el 1059. Zaynab fou llavors l'esposa de l'almoràvit Abu-Bakr ibn Úmar ibn Talakakín i finalment el 1071 la del seu lloctinent i successor Yússuf ibn Taixfín; Zaynab es va rodejar a Aghmat d'una cort de poetes i escriptors. L'establiment de la capital a Marràqueix va desviar cap aquesta bona part dels membres d'aquests cortesans, i la ciutat va iniciar la seva decadència molt lentament.
A Aghmat van ser exiliats Abd-Al·lah ibn Bulugguín, emir zírida de Garnata, i Muhàmmad Ibn Abbad al-Mútamid, emir d'Ixbíliya. Les seves tombes encara es conserven.
El 1126 i 1127 fou teatre de lluites entre els almoràvits i els almohades; aquests van entrar finalment a la ciutat el 27 de juny del 1146.
Beaumier que la va visitar, escriu el 1860 que la ciutat tenia més de cinc mil habitants dels que un miler eren jueus.
El 18 de novembre de 1950, una manifestació de l'Istiqlal, partit nacionalista marroquí, a la tomba d'al-Mútamid, fou reprimida brutalment per la policia.

## Llocs d'interès
Es conserven les ruïnes de l'antiga muralla o hammam, algunes edificacions i canals d'irrigació o qanats. Les tombes de Muhàmmad Ibn Abbad al-Mútamid i Abd-Al·lah ibn Bulugguín, especialment la primera, són llocs de pelegrinatge. A la d'al-Mútamid es va fer un modern mausoleu el 1970 amb cúpula d'estil almoràvit.